# Baszewice (przystanek kolejowy)
Baszewice – przystanek kolejowy w Baszewicach, w województwie zachodniopomorskim, w Polsce.

## Ruch pasażerski
| Rok  | Wymiana pasażerska na dobę |
| ---- | -------------------------- |
| 2017 | 20-49                      |
| 2022 | 20-49                      |